# Sesia oberthueri
Sesia oberthueri is een vlinder uit de familie wespvlinders (Sesiidae), onderfamilie Sesiinae.
Sesia oberthueri is voor het eerst wetenschappelijk beschreven door Le Cerf in 1914. De soort komt voor in het Palearctisch gebied.